# Stempelkopf-Tunnel
Der Stempelkopf-Tunnel war der einzige Tunnel der Eistalbahn. Das insgesamt 483 Meter lange Bauwerk wurde am 6. November 1932 eröffnet, als die vorher in Eisenberg endende Bahnstrecke bis Enkenbach durchgebunden wurde. Seit dem 31. Dezember 1988 ist er stillgelegt.

## Lage
Der 483 Meter lange Tunnel befindet sich im Stumpfwald und passiert die Wasserscheide zwischen Eisbach und Alsenz, die oft als Teil der Pfälzischen Hauptwasserscheide betrachtet wird. Der östliche Teil des Tunnels liegt auf der Gemarkung von Ramsen (Pfalz), der westliche auf der von Enkenbach-Alsenborn.

## Geschichte
In den 1860er Jahren konkretisierten sich die Pläne, eine Bahnstrecke entlang des Eisbachs von Grünstadt bis nach Enkenbach zu errichten. Da sich der Bahnbau zwischen Grünstadt und Eisenberg deutlich einfacher bewerkstelligen ließ als auf dem restlichen Streckenabschnitt, fiel 1869 der Beschluss, die Bahnlinie vorerst in Eisenberg enden zu lassen. Der Abschnitt wurde 1876 eröffnet.
Die Vollendung der Bahnlinie zog sich mehrere Jahrzehnte in die Länge. Erst in den 1920er Jahren begannen die Bauarbeiten, die jedoch durch politische Unruhen unterbrochen wurden. Neben dem Eistalviadukt musste die Wasserscheide zwischen Eisbach und Alsenz mittels eines 483 Meter langen Tunnels überwunden werden. Sein Profil wurde so hergerichtet, dass die Option einer eventuellen Elektrifizierung der Eistalbahn nicht verbaut war. Am 5. November 1932 wurden der Abschnitt Eisenberg–Enkenbach und mit ihm der Stempelkopf-Tunnel schließlich eröffnet. Am 30. Januar 1976 wurde der Personenverkehr auf der Strecke eingestellt. Am 31. Dezember 1988 folgte die Stilllegung zwischen Eisenberg und Enkenbach. Seither ist der Tunnel ohne Verkehr.